# El Ranchito, Tamazunchale
El Ranchito är en ort i Mexiko.   Den ligger i kommunen Tamazunchale och delstaten San Luis Potosí, i den sydöstra delen av landet, 210 km norr om huvudstaden Mexico City. El Ranchito ligger 158 meter över havet och antalet invånare är 248.
Terrängen runt El Ranchito är kuperad västerut, men österut är den platt. Runt El Ranchito är det ganska tätbefolkat, med 86 invånare per kvadratkilometer. Närmaste större samhälle är Tamazunchale, 5,4 km väster om El Ranchito. I omgivningarna runt El Ranchito växer huvudsakligen savannskog.